# Championnat de république démocratique du Congo de football de deuxième division 2012
Navigation
Tournoi de la montée 2013
Le Tournoi de la montée 2012 est l'édition inaugurale de la compétition jouant office de la seconde division en RDC, réunissant tous les champions provinciaux afin que certains soient promu en Linafoot, elle est organisée par la FECOFA. Cette compétition est jouée sous forme de trois mini-championnats coupe en fonction des zones footballistique en RDC. La zone Est (Nord-Kivu, Sud-Kivu, Maniema, Province Orientale), la zone centre-sud (Katanga, Kasaï-Occidental, Kasaï-Oriental) et la zone ouest (Kinshasa, Bandundu, Équateur, Bas-Congo).

## Participants

### Zone est
- AS Dauphins Noirs, Nord-Kivu
- OC Bukavu Dawa, Sud-Kivu
- AS Maniema Union, Maniema
- CS Monama, Province Orientale

### Zone centre-sud
- CS Don Bosco, Katanga
- US Kasaï, Kasaï-Oriental
- JS Kananga, Kasaï-Occidental

### Zone ouest
- FC Nord Sport, Bas-Congo
- AS Ndombe, Bandundu
- SC Rojolu, Kinshasa
- FC Lumière Mbandaka, Équateur

## Phase finale
Pour la phase finale les 10 équipes s'affrontent en 3 groupes de 2 ou 4 équipes.

### Zone ouest

#### Groupe A
À Kinshasa au Stade Tata Raphaël
Tour 1 [16 Déc]
FC Nord Sport 4-2 FC Lumière Mbandaka
SC Rojolu 1-1 AS Ndombe
Tour 2 [18 Déc]
FC Lumière Mbandaka 2-1 AS Ndombe
SC Rojolu 1-0 FC Nord Sport
Tour 3 [20 Déc]
AS Ndombe 2-2 FC Nord Sport
SC Rojolu 2-0 FC Lumière Mbandaka

#### Classement final
| Rang | Équipe                 | Pts | J | G | N | P | Bp | Bc | Diff |
| ---- | ---------------------- | --- | - | - | - | - | -- | -- | ---- |
| 1    | SC Rojolu (Kinshasa)   | 7   | 3 | 2 | 1 | 0 | 4  | 1  | +3   |
| 2    | FC Nord Sport (Matadi) | 4   | 3 | 1 | 1 | 1 | 6  | 5  | +1   |
| 3    | FC Lumière (Matadi)    | 3   | 3 | 1 | 0 | 1 | 4  | 7  | -3   |
| 4    | AS Ndombe (Bandundu)   | 2   | 3 | 0 | 2 | 1 | 4  | 5  | -1   |

- Promotion en Vodacom Super Ligue 2013

### Zone centre-sud

#### Groupe B
À Lubumbashi
Tour 1 [16 Déc]
CS Don Bosco 6-1 US Kasaï
Tour 2 [16 Déc]
CS Don Bosco 3-0 US Kasaï

#### Classement final
| Rang | Équipe                    | Pts     | J       | G       | N       | P       | Bp      | Bc      | Diff    |
| ---- | ------------------------- | ------- | ------- | ------- | ------- | ------- | ------- | ------- | ------- |
| 1    | CS Don Bosco (Lubumbashi) | 6       | 2       | 2       | 0       | 0       | 9       | 1       | +8      |
| 2    | US Kasaï (Mbuji-Mayi)     | 0       | 2       | 0       | 0       | 2       | 1       | 9       | -8      |
| -    | JS Kananga (Kananga)      | Forfait | Forfait | Forfait | Forfait | Forfait | Forfait | Forfait | Forfait |

- Promotion en Vodacom Super Ligue 2013

### Zone est

#### Groupe C
À Kisangani
Tour 1 [8 Jan 2013]
AS Dauphins Noirs 1-0 AS Maniema Union
CS Monama 0-1 OC Bukavu Dawa
Tour 2 [10 Jan 2013]
CS Monama 4-0 AS Maniema Union
OC Bukavu Dawa 0-0 AS Dauphins Noirs
Tour 3 [12 Jan 2013]
AS Maniema Union 0-1 OC Bukavu Dawa
CS Monama 1-2 AS Dauphins Noirs

#### Classement final
| Rang | Équipe                   | Pts | J | G | N | P | Bp | Bc | Diff |
| ---- | ------------------------ | --- | - | - | - | - | -- | -- | ---- |
| 1    | AS Dauphins Noirs (Goma) | 7   | 3 | 2 | 1 | 0 | 3  | 1  | +2   |
| 2    | OC Bukavu Dawa (Bukavu)  | 7   | 3 | 2 | 0 | 1 | 2  | 0  | +2   |
| 3    | CS Monama (Kisangani)    | 3   | 3 | 1 | 0 | 1 | 5  | 3  | +2   |
| 4    | AS Maniema Union (Kindu) | 0   | 3 | 0 | 0 | 3 | 0  | 6  | -6   |

- Promotion en Vodacom Super Ligue 2013

## Bilan de la saison
| Championnat de république démocratique du Congo de football de deuxième division 2011-2012   |                                                                                    |
| Champion                                                                                     | SC Rojolu (Zone ouest) AS Dauphins Noirs (Zone est) CS Don Bosco (Zone centre-sud) |
| Promotions et relégations                                                                    |                                                                                    |
| Promus en Championnat de République démocratique du Congo de football                        | CS Don Bosco                                                                       |
| Promus en Championnat de République démocratique du Congo de football                        | SC Rojolu                                                                          |
| Promus en Championnat de République démocratique du Congo de football                        | AS Dauphins Noirs                                                                  |
| Relégués en Championnat de république démocratique du Congo de football de deuxième division | Aucun                                                                              |